# Samitier (Huesca)
Samitier (Sant Mitier en aragonés) es una localidad española dentro del municipio de La Fueva, en el Sobrarbe, provincia de Huesca, Aragón.

## Toponimia
El nombre de Samitier deriva probablemente de la advocación de la iglesia (actualmente ermita) que tenía el conjunto defensivo. Por la importancia estratégica del conjunto de los castillos, se halla constancia documental como Sant Emeteri en la Crónica de San Juan de la Peña (siglo XIV). También aparece con la denominación Sancto Meterio, latinizada exprofeso, en algún otrodocumento medieval, y como Sanmitier (forma previa a la castellanización Samitier) a partir del siglo XVI. La denominación Sant Mitier también se ha encontrado en textos aragoneses de la Baja Edad Media.

## Geografía
Samitier se sitúa en las faldas del tozal de Samitier por la parte occidental, en el valle del Cinca.
Se encuentra junto a la carretera A-138. Presenta un hábitat irregular en una ladera pedregosa, abancalada en torno a una pequeña plaza en el llano, en el lado sudoeste de la iglesia.

## Historia
Los orígenes de Samitier se remontan a la Edad Media, estrechamente relacionados con los castillos de Samitier que coronan el tozal.
Los castillos (realmente solo hay uno ya que los otros son una torre albarrana exenta y una ermita) son reconstrucciones cristianas sobre una obra anterior de época musulmana (y no puramente cristianos, como algunas veces se había creído), construidos en el siglo XI. Se ha logrado documentar que se encontraban bajo dominación de Sancho el Mayor hasta 1030, y se conoce que no cambiaron de manos cristianas en los reinados posteriores.
Formaba parte de la llamada ribera de Mediano, que con Mediano en cabeza era una de las áreas de mejor agricultura en toda la comarca del Sobrarbe. Sin embargo, con la construcción del embalse de Mediano en 1969 se inundó buena parte de las fincas, y con más importancia, la capital municipal: Mediano.
Tuvo ayuntamiento propio desde 1834 hasta el periodo intercensal 1842-1857, cuando se juntó con el municipio de Mediano. Desde la década de 1970 Samitier, Mediano y Arasanz forman parte del municipio de La Fueva.

## Demografía
| 3                         | 7 | 7 | 7 | 8 | 9 | 9 | 9 | 9 | 9 | 12 |
| (Fuente: INE [Consultar]) |   |   |   |   |   |   |   |   |   |    |

## Urbanismo
Las casas de Samitier rodean las faldas del monte homónimo, con algunas casas apartadas que tansament guardan estructura urbana. La plaza es pequeña y está situada junto a la nave de la iglesia de San Miguel Arcángel, del siglo XVII y que no tiene campanal. En la plaza está la emblemática fuente con calaveras.
Uno de los elementos más remarcables en las inmediaciones es la torre de la iglesia antigua, que posiblemente tuvo estilo románico y que fue destruida. La torre, que es la única parte de esa iglesia que se ha logrado guardar.

## Monumentos
La iglesia está dedicada a san Miguel y es del siglo XVII. Tiene una nave cubierta por bóveda de lunetos y con capillas en los laterales intercomunicadas, además de moldura volada sobre pilastras y capiteles decorativos. A sus pies se encuentra la torre.

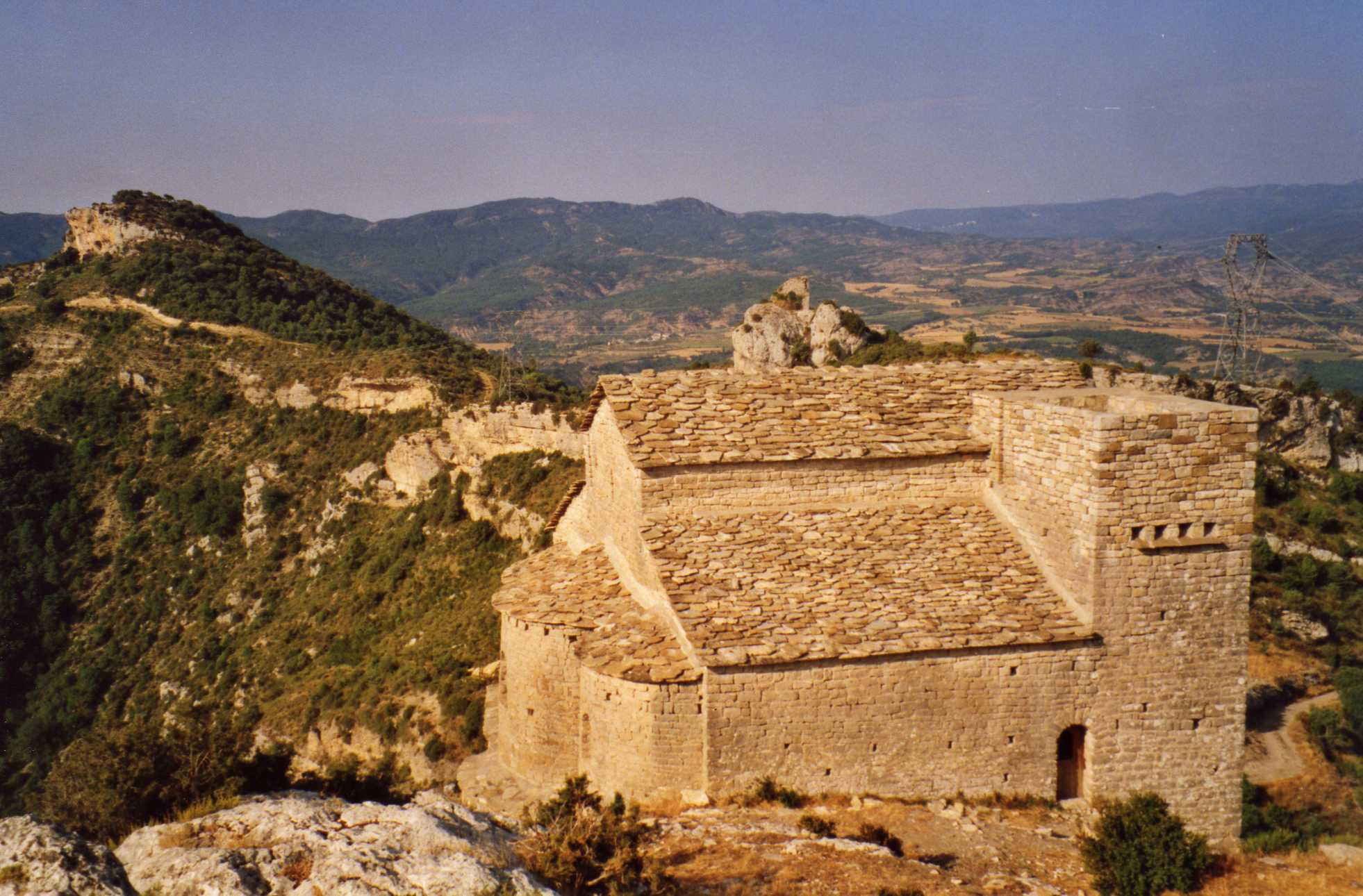
Ermita de San Emeterio y San Celedonio.

Cabe destacar el castillo y la ermita de San Emeterio y San Celedonio, situadas en la cima de la sierra por la vertiente este del pueblo. En esta misma vertiente se pueden contemplar unos espectaculares acantilados sobre el cauce del río Cinca, conocido como estrecho del Entremón.

## Fiestas
- 17 de enero, fiesta de invierno en honor a san Antón Abad.[5]
- Domingo más cercano al 17 de enero, primera romería a la ermita de San Antón.[1]
- Domingo más cercano al 3 de marzo, romería a la Ermita de San Emeterio y San Celedonio.[1]
- 13 de junio, segunda romería a la ermita de San Antón.
- 15 de agosto, Fiesta Mayor en honor a virgen de agosto.[5]

## Imágenes

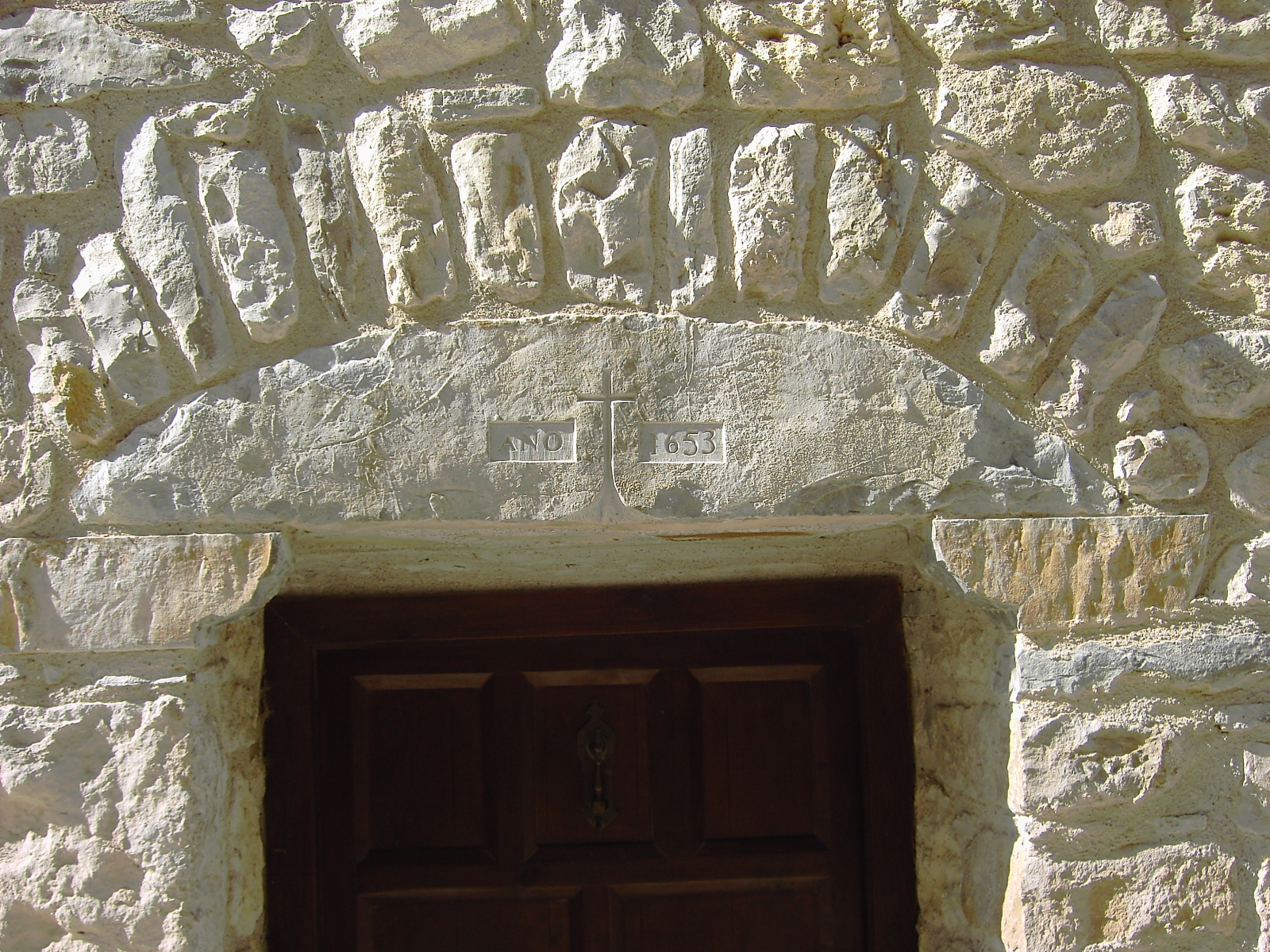
Abadía Samitier
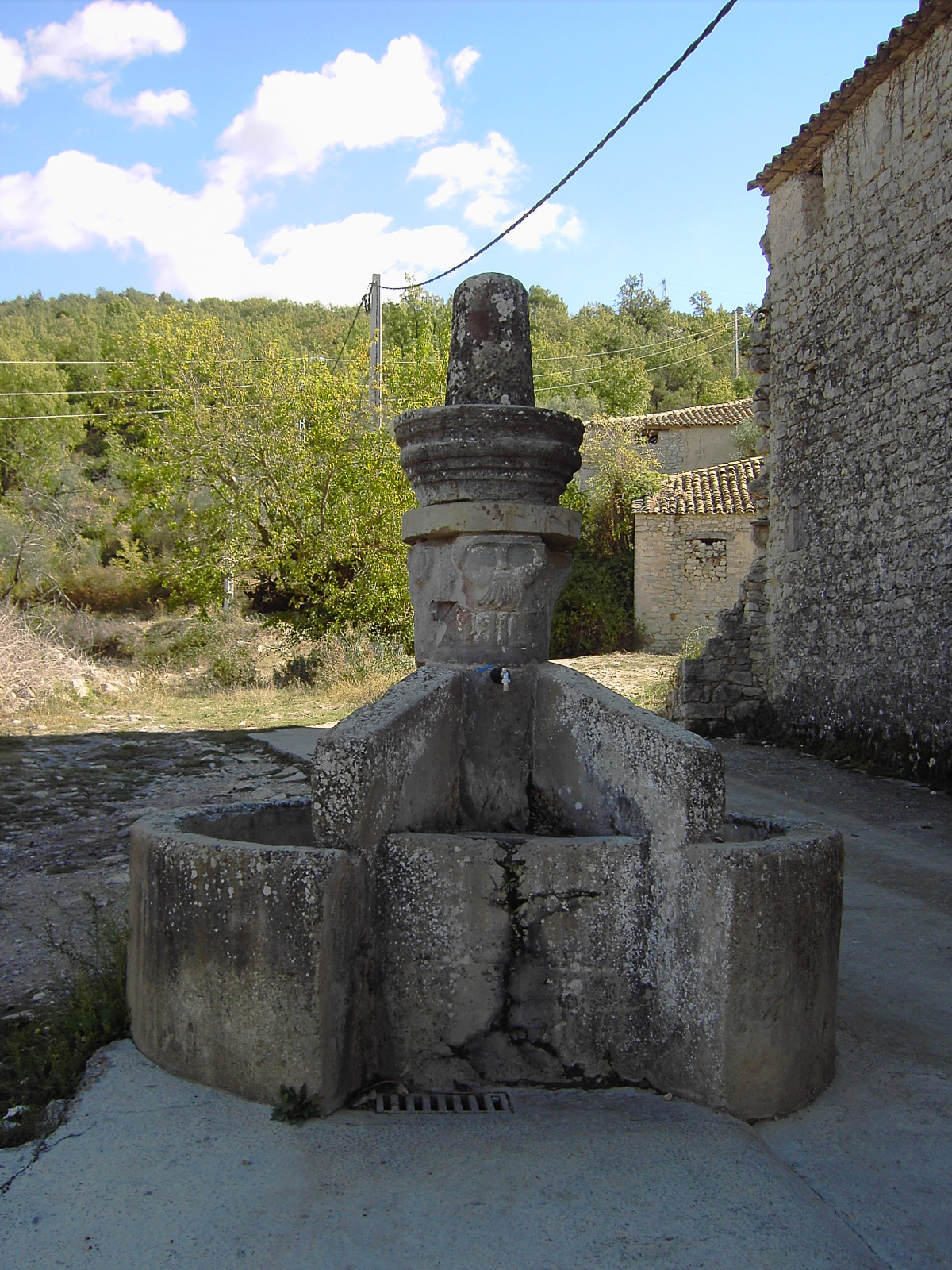
La fuente de las calaveras.
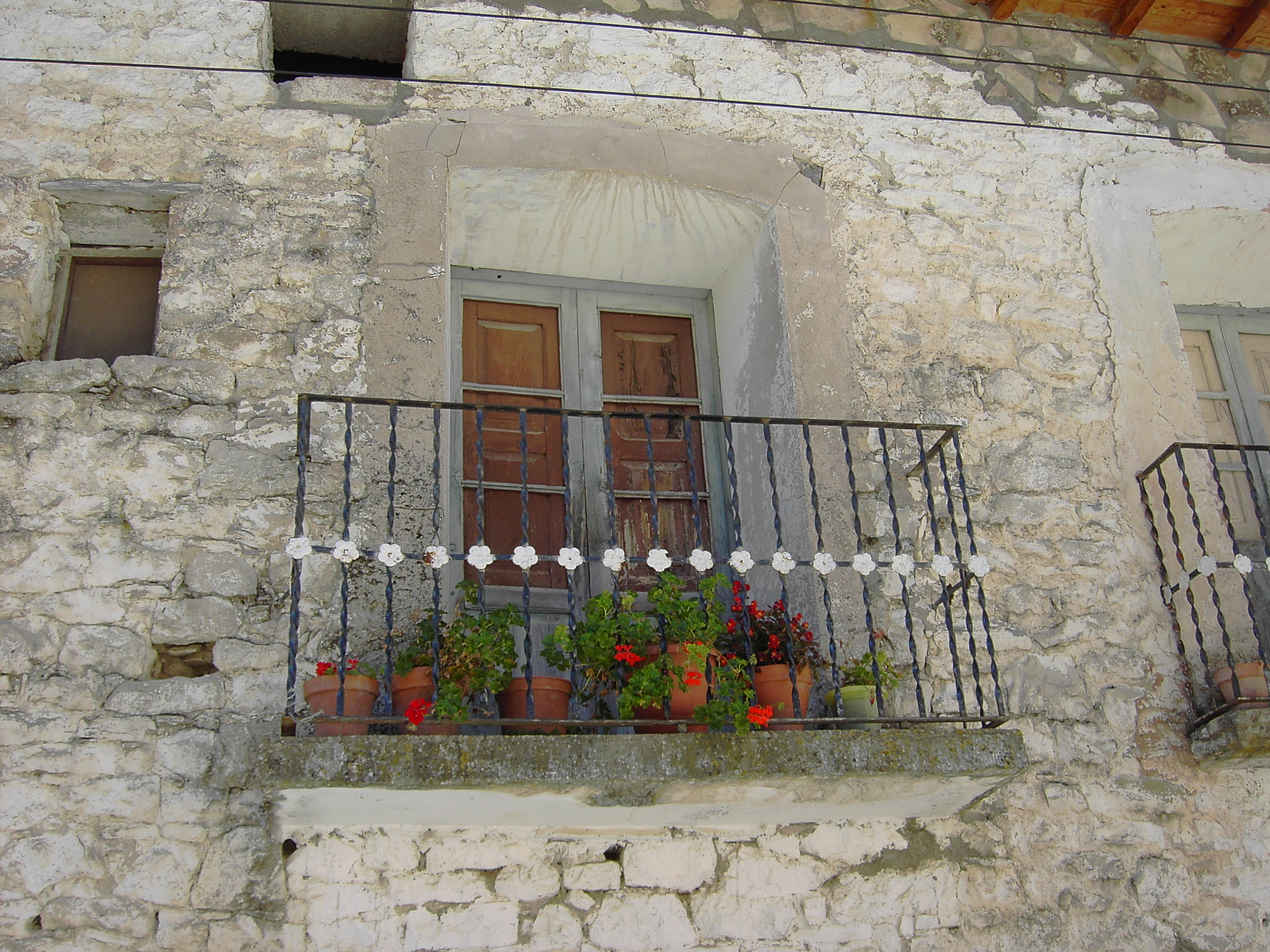
Un balcón en Samitier.
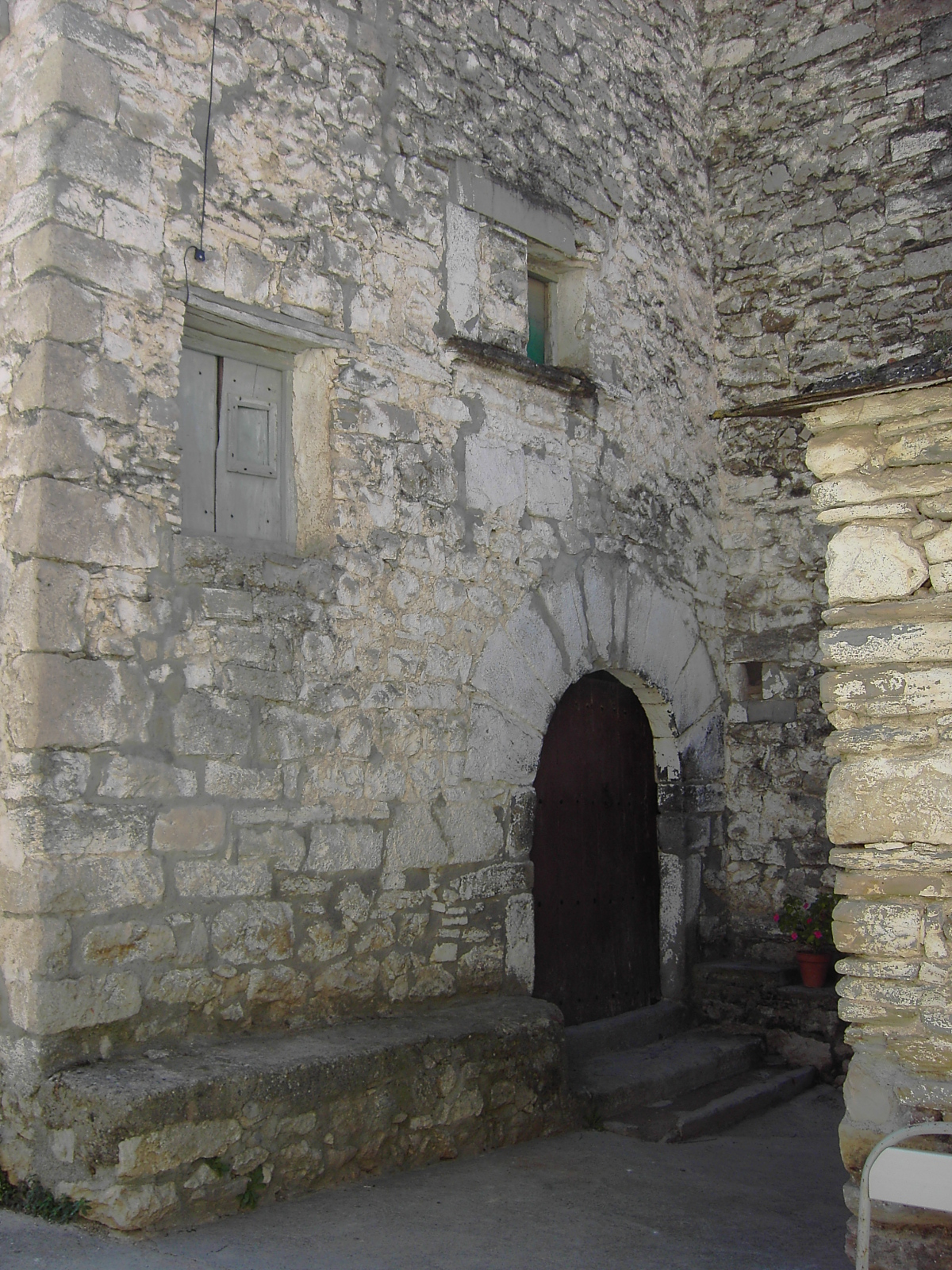
Rincón de Samitier.

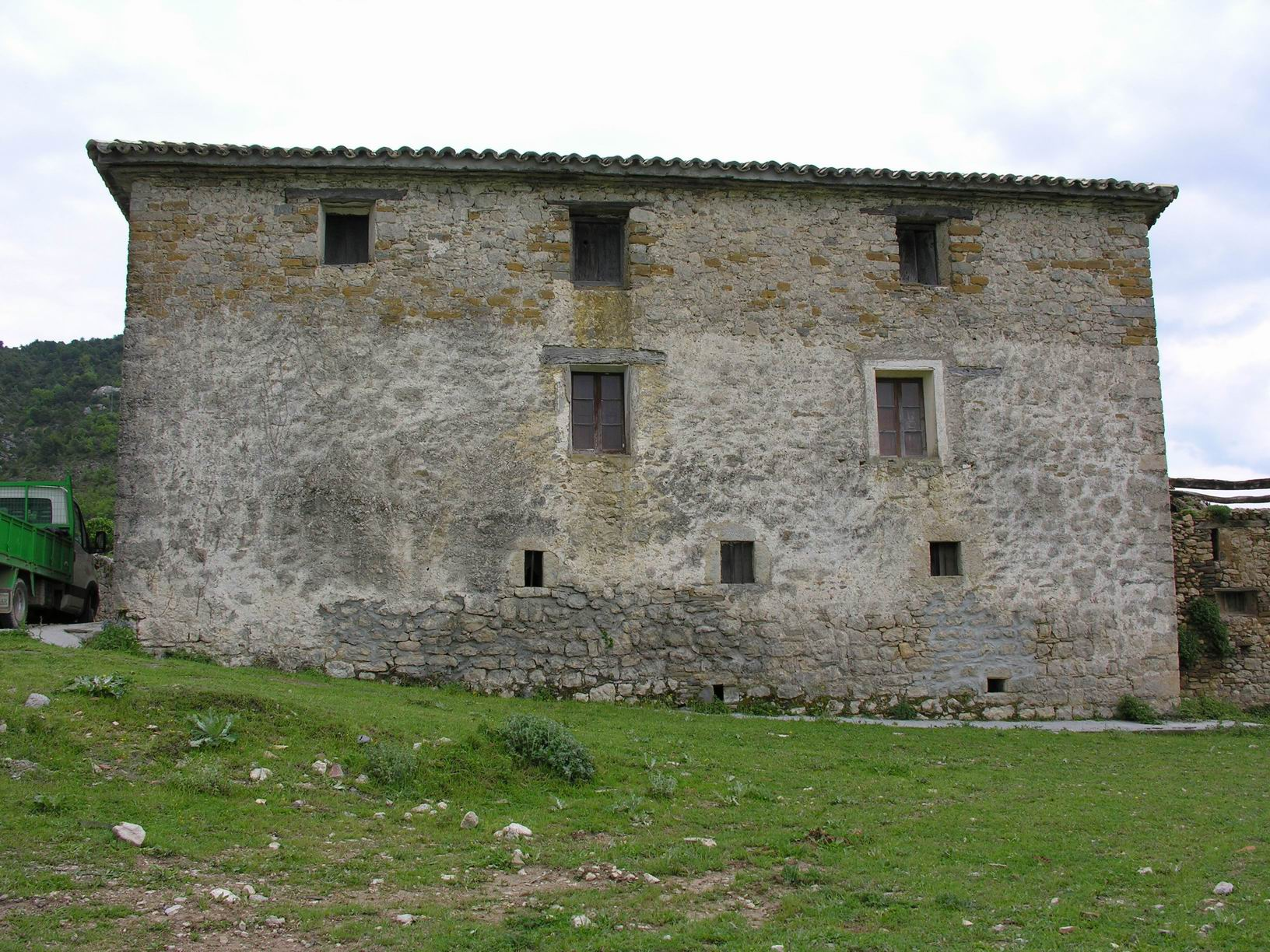
Una casa en Samitier.
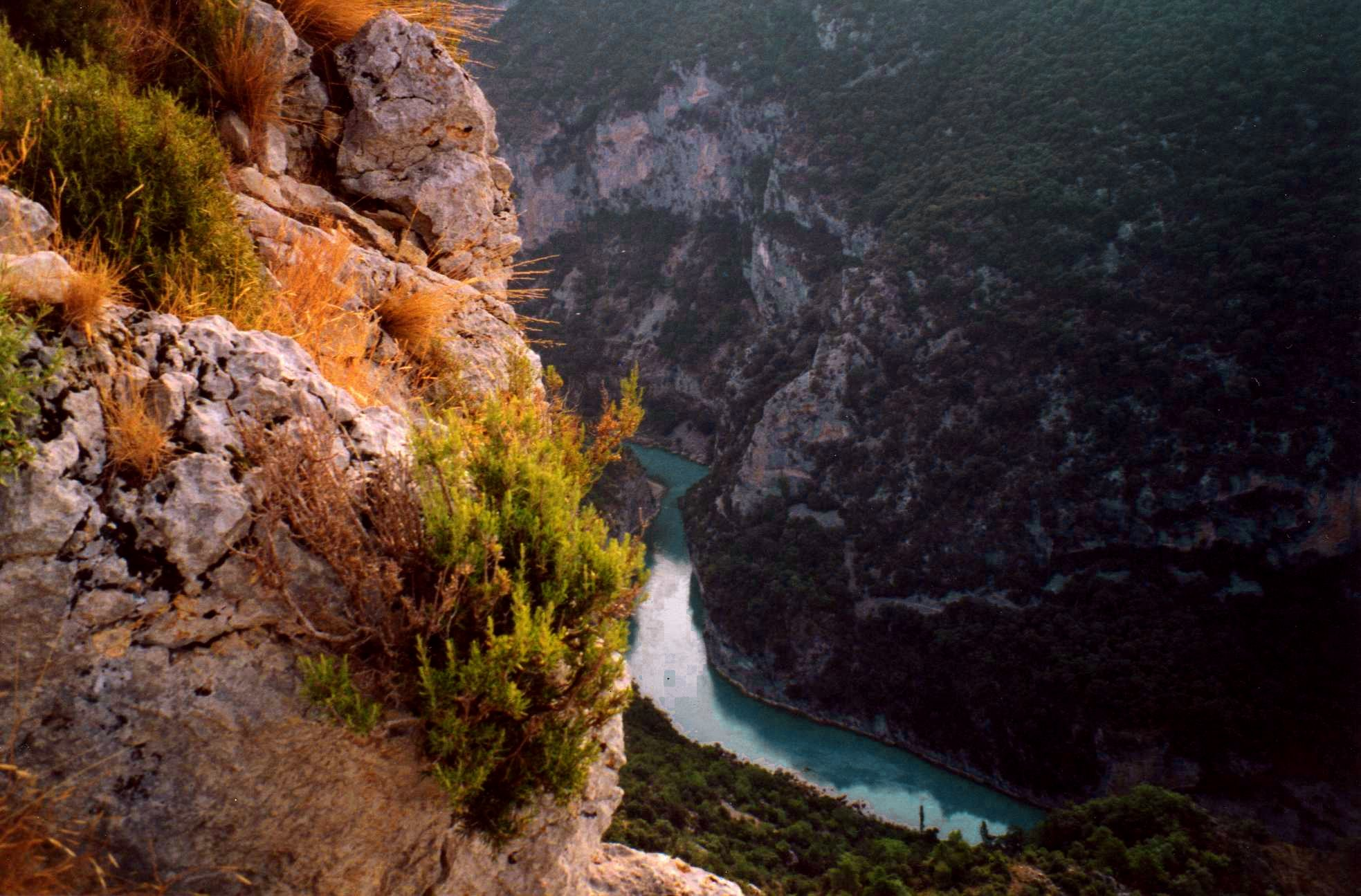
El congosto del Entremont desde los castillos.
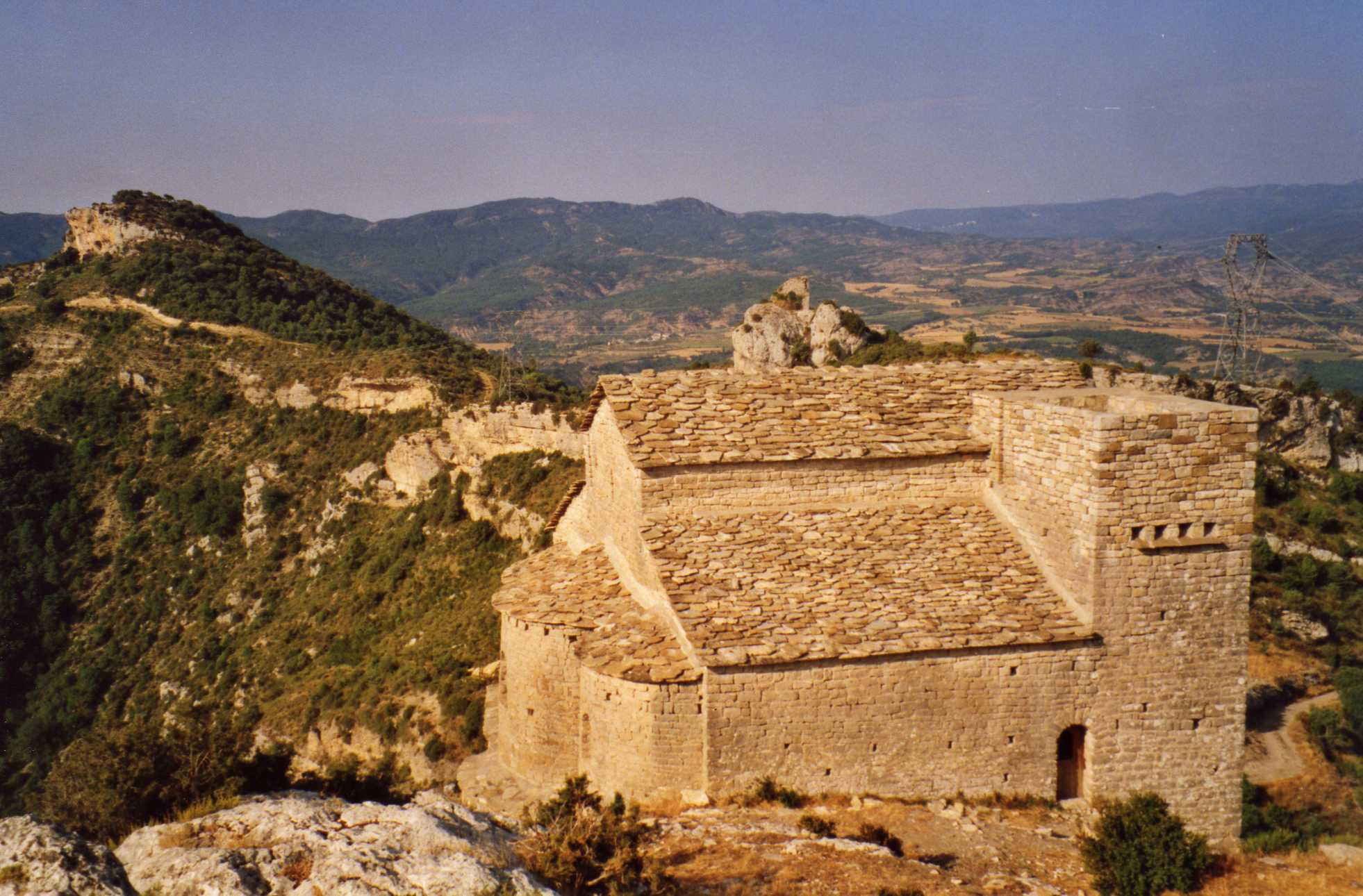
Ermita de San Emeterio y San Celedonio.